# 兵庫県立木の殿堂

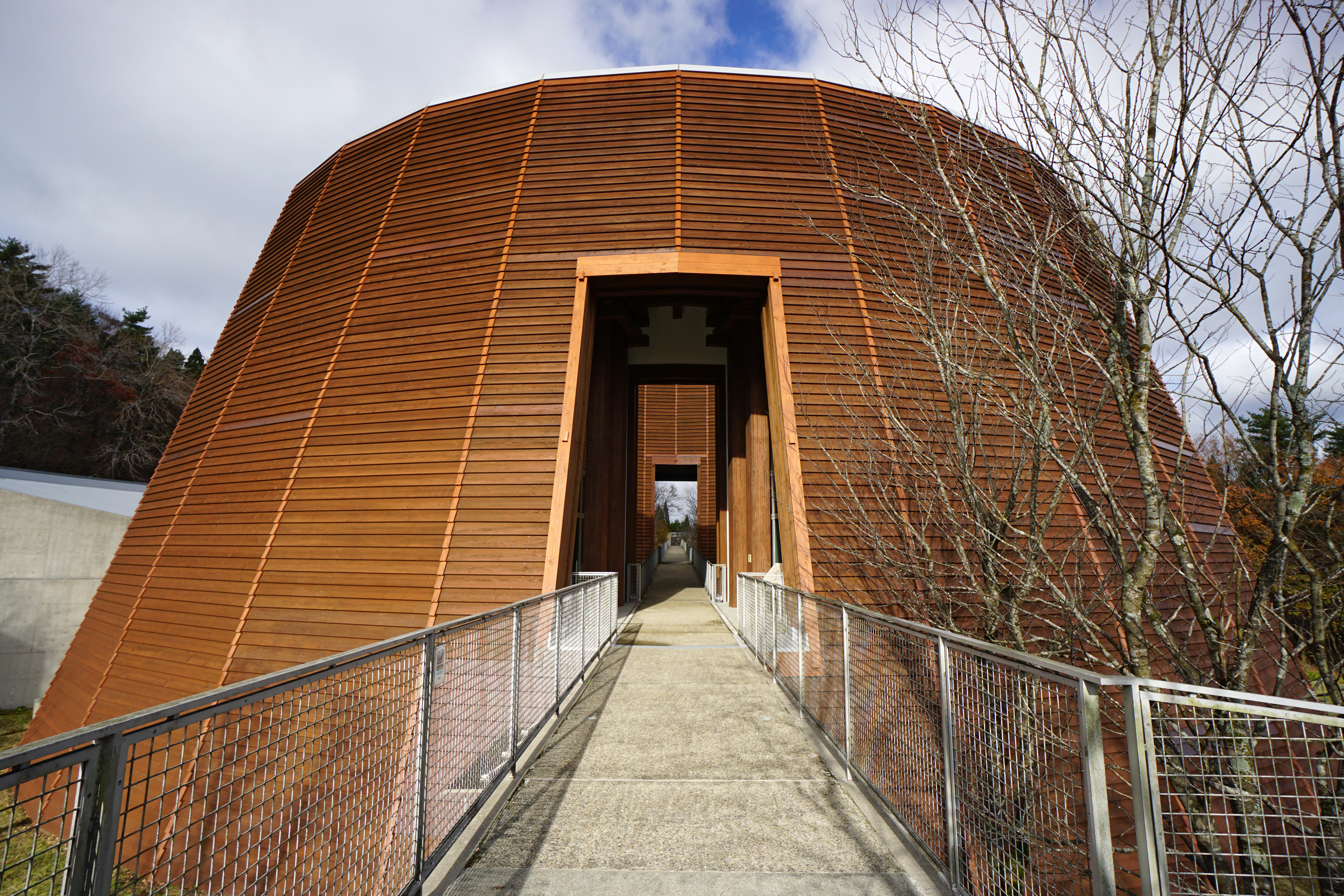
本館

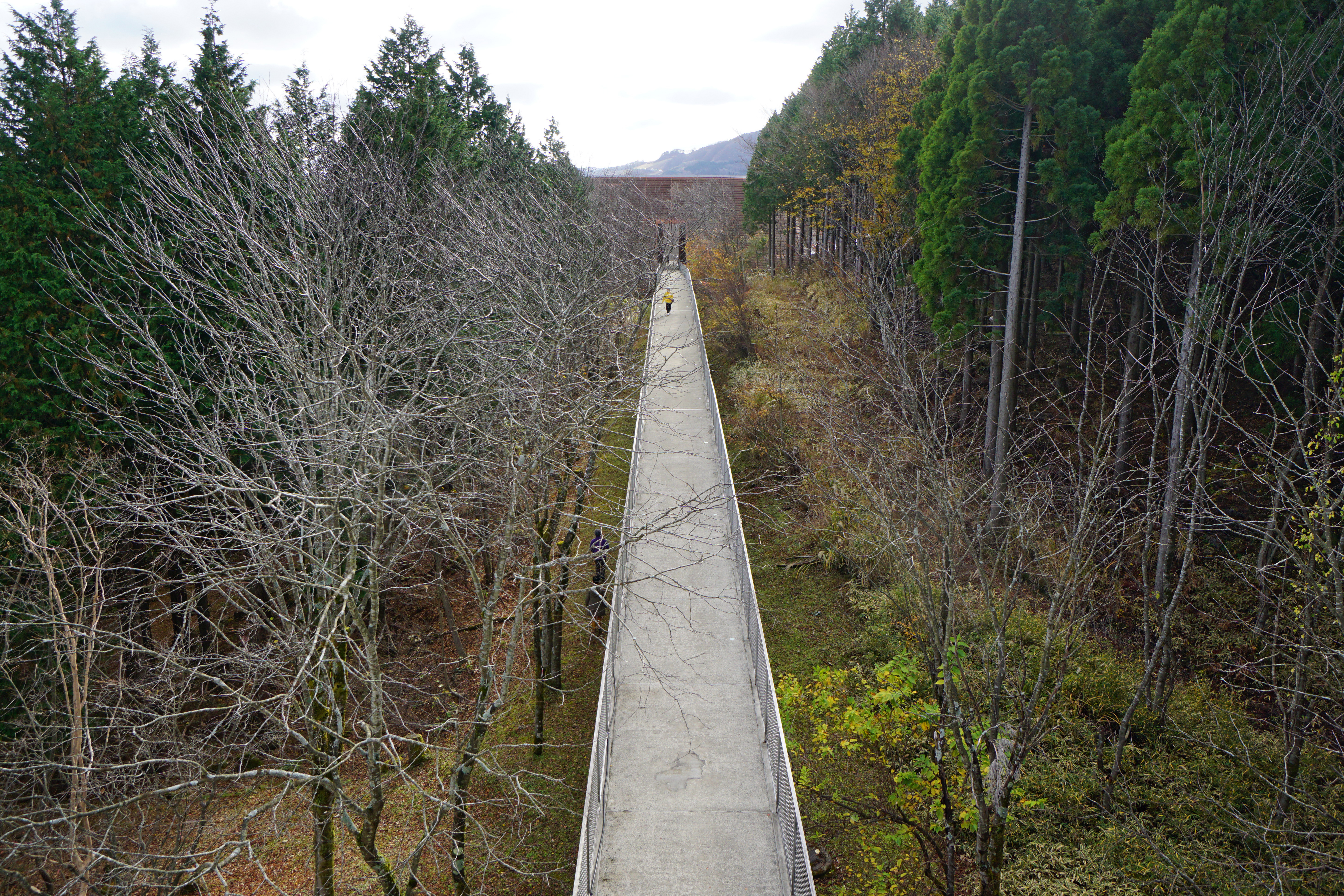
本館と別館を結ぶ通路

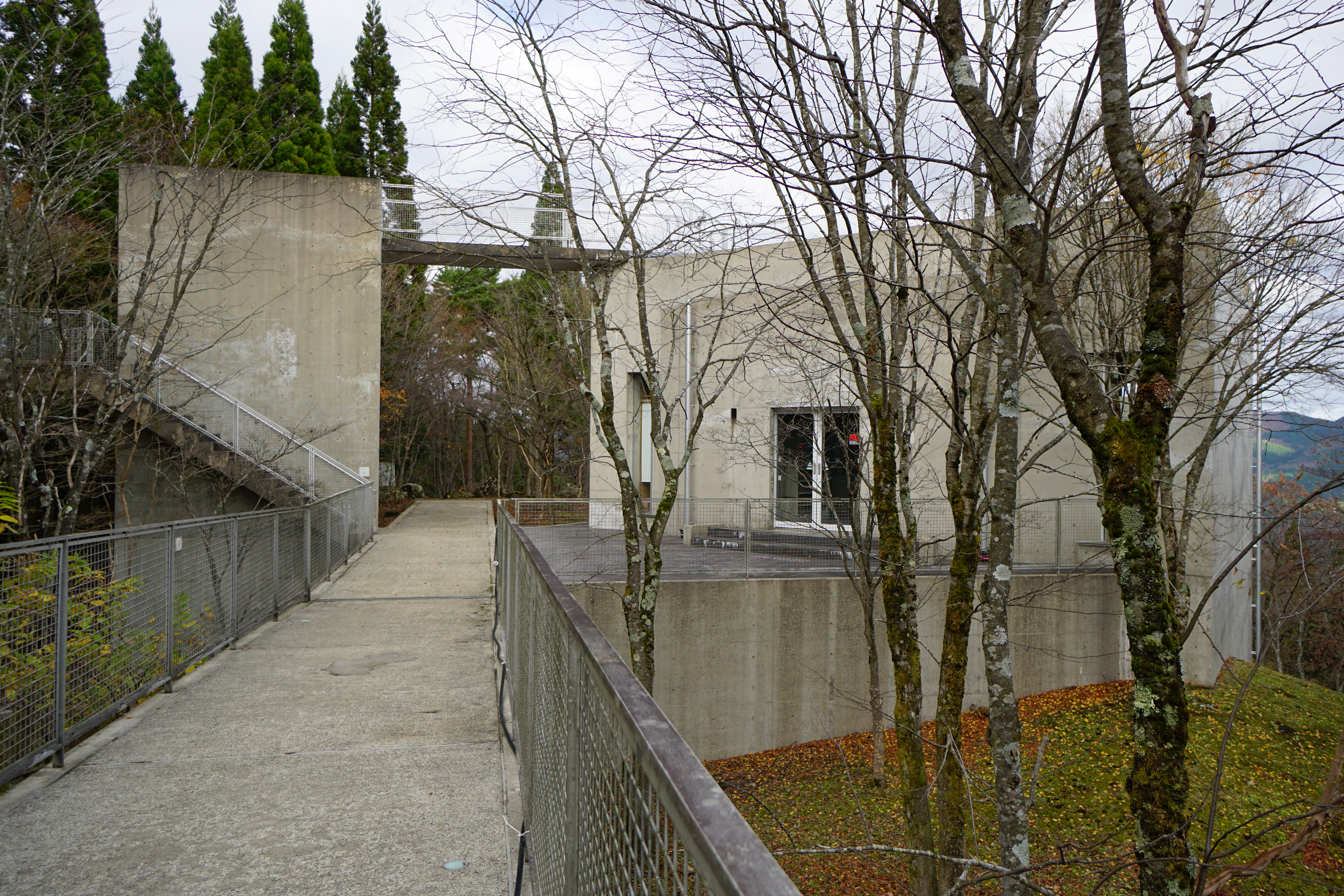
別館・展望棟

兵庫県立木の殿堂（ひょうごけんりつきのでんどう）は、「森と海と太陽」をテーマにした博物館である。兵庫県立兎和野高原野外教育センターの付属施設として、1994年に開館した。

## 概要
瀞川平の森林の中に膨大な杉と杉集成材を使用して建設された。アップダウンする順路に沿って館内の展示室を立体的に巡るようになっている。木の香に包まれた天井高 16m の館内では世界の木製民家模型や木製民具などが展示され、木から生まれた様々な文化が紹介されている。工作室ではトールペイント教室や組み木教室などが定期的に開催されている。
建物は木の柱と梁で構成されているが直径46m円筒形で、同心円上に直径22mの吹き抜けがあり、その底部に大きな池が配置されるという、ダイナミックな構造になっている。森の生命力を感じさせるこの建物が「木の殿堂」の理念を最も反映する展示物となっている。設計は安藤忠雄。

## 施設
本館
- 「木と森林とのくらし」ゾーン（民家模型展示）
- 「木と森林から生まれた文化」ゾーン（木製民具展示）
- シンボル展示 日本最古の木造民家「箱木家住宅」の模型展示
- 図書室
- 工作室（世界の大工道具展示）
- ハイビジョンシアター（160インチ、自然映像のプログラム）

別館・展望棟

## 主な民家模型展示物
- エリザーロフ家（1880年）ロシア カレリア自治共和国
- 旧ロンバッハ家（1781年）ドイツ バーデンビュルテンブルク州
- 石全保家 中華人民共和国 貴州省
- シマニンドの家 インドネシア 北スマトラ省

## 交通アクセス
- JR 山陰本線 八鹿駅から全但バス 村岡行き・秋岡行き・湯村温泉行き「ハチ北口」下車 タクシー10分

## 周辺情報
- 瀞川渓谷 - 日本の秘境100選
- 瀞川平 - 兵庫県観光100選第一位
  - 但馬高原植物園
- 猿尾滝 - 日本の滝100選
- 天滝渓谷 - 森林浴の森100選
  - 天滝 - 日本の滝100選
- 熊波渓谷
- 久須部渓谷 - 要滝、三段滝、鈴滝
- 氷ノ山 - 日本の秘境100選
- 鉢伏山
- ハチ北高原
- 兎和野高原
  - 兎和野高原野外教育センター
- 神鍋高原・神鍋山・神鍋渓谷